# Mylo (muzyk)
Mylo (ur. 22 listopada 1973 na wyspie Skye) – szkocki muzyk.

## Dyskografia

### Albumy
- 2004 – Destroy Rock & Roll

### Single
- Drop The Pressure
- Destroy Rock & Roll
- In My Arms
- Dr. Pressure (vs. Miami Sound Machine)
- Muscle Car